# Gausfredo III di Rossiglione

La contea del Rossiglione (in viola chiaro) al tempo di Gausfredo III

Gausfredo, o Gausfred (... – 24 febbraio 1164), è stato un nobile franco, conte di Rossiglione, dal 1113 sino alla morte.

## Origine
Era figlio del conte di Rossiglione, Gerardo I e di sua moglie Agnese.

## Biografia
Di Gausfredo III si hanno scarse notizie.
Nel 1110 era stato redatto un contratto di matrimonio tra il Visconte di Béziers, Bernardo Aton e sua moglie, la viscontessa d'Albi, Cecilia di Provenza, per conto della loro figlia Ermengarda di Trencavel con l'erede della contea del Rossiglione, Gausfredo.
Alla morte di suo padre, Gerardo I, nel 1113 assassinato da uno sconosciuto, gli succedette come Gausfredo III, ed ereditò anche i titoli di visconte di Fenouillet, Vallespir e Perapertusa.
Nei primi anni che governò fu assistito dal prozio, Arnaldo Gausfredo (morto dopo il 12 aprile 1116), che, dopo il 1102, aveva assistito nel governo della contea anche suo padre Gerardo I e sembra che da quegli anni Arnaldo Gausfredo si fosse attribuito il titolo di conte.
Nel 1121, Ponzio II rinnovò con il Conte di Empúries, Ponzio II, l'accordo che suo nonno, Guislaberto II, aveva fatto col padre, Ugo II e prima di lui, col nonno di Ponzio II, Ponzio I, entrambi Conti di Empúries, dove erano stati definiti i rispettivi diritti e doveri tra le due contee, prevedendo anche un patto di collaborazione e reciproca difesa.
Nel 1130, Gausfredo III fece un accordo col cugino, Ponzio II, Conte di Empúries, che in mancanza di eredi la contea sarebbe passata al cugino e viceversa.
Verso il 1152, Gausfredo si risposò con una donna di cui non si conoscono né il nome né gli ascendenti. Questo secondo matrimonio non fu accettato dalla Chiesa e Papa Eugenio III lo scomunicò, scomunica che fu confermata da Papa Adriano IV e poi da Papa Alessandro III.
Nel corso del 1063, Gausfredo si ammalò e di fronte a diversi testimoni espresse le sue ultime volontà. La sua morte si presume sia avvenuta quel 24 febbraio o qualche giorno prima, e secondo le sue volontà, tutti i suoi titoli e proprietà andarono all'unico figlio legittimo, Gerardo II.
Papa Alessandro III confermò Gerardo II come legittimo erede con lettera datata 19 agosto 1165.

## Matrimonio e discendenza
Gausfredo III da Ermengarda di Trencavel ebbe un figlio:
- Gerardo († dopo il 4 luglio 1172), conte di Rossiglione.

Gausfredo III dalla seconda moglie, che Papa Alessandro III nella sua lettera datata 19 agosto 1165 definì adultera, ebbe un figlio:
- un figlio di cui non conosciamo il nome († dopo il 19 agosto 1165), che nella lettera datata 19 agosto 1165 Papa Alessandro III definì illegittimo.